# Agle
Agle är en ort eller mindre tätort i Snåsa kommun i Norge. Orten ligger ca. 8 km nordost om Snåsa centrum, nära Andorfjellet och Lurudalen". Namnet kan komma från sydsamiska Aagkele, "Mellanvåningen". Från Agle går en väg till Gressåmoen fjällgård och in till Blåfjella-Skjækerfjella nationalpark.